# Shimizu-Eisstrom
Der Shimizu-Eisstrom ist ein Eisstrom im westantarktischen Marie-Byrd-Land. In den Horlick Mountains fließt er in westnordwestlicher Richtung aus dem Gebiet zwischen der Wisconsin Range und den Long Hills zur Südflanke des Horlick-Eisstroms. 
Das Gebiet wurde vom United States Geological Survey und mithilfe von Luftaufnahmen der United States Navy von 1959 bis 1964 kartografisch erfasst. Das Advisory Committee on Antarctic Names benannte den Eisstrom 1962 nach dem japanischen Glaziologen Hiromu Shimizu, der zur Besetzung der Byrd-Station im Winter 1961 gehört hatte.